# 林鉅津
林鉅津，JP（1941年11月20日—）香港醫生、自由黨成員。他生於澳門，在香港灣仔區長大，1953年畢業於灣仔知行中學（小學部；與填詞人鄭國江為同屆同學），後來升讀該校的中學部，高中往後轉讀香港華仁書院（1959年中五，於1959年英文中學會考中考獲英文、英國文學、中國歷史與文學、聖經、化學以及生物科「優」等，中文、歷史、數學以及物理科「良」等成績，同年獲得葛量洪獎學金），並於1961年在該校完成中七課程，繼而入讀香港大學修讀內外全科醫學士，現為皇家澳洲內科學院榮授院士。1978年獲選為香港十大傑出青年。1991年至1995年任香港立法局議員。1996年獲香港政府委任為太平紳士。2001年為病人進行「射頻熱凝法」治療肝癌，病人其後死亡。2007年被香港醫務委員會裁定，專業失當，停牌6個月，緩刑2年。林鉅津的妻子是西醫雷文行。